# Wadym Szyszkin
Wadym Szyszkin, ukr. Вадим Шишкін (ur. 4 marca 1969) – ukraiński szachista, arcymistrz od 2007 roku.

## Kariera szachowa
Na arenie międzynarodowej pojawił się po rozpadzie Związku Radzieckiego, wielokrotnie startując w turniejach organizowanych m.in. w Polsce. W 1994 r. zwyciężył w otwartym turnieju w Warszawie, natomiast w 1998 r. zajął I m. w otwartych mistrzostwach tego miasta. W kolejnych latach zwyciężył bądź podzielił I miejsca m.in. w:
- Ałuszcie (2000, wspólnie z Eldarem Gasanowem i Jewhenem Miroszniczenką),
- Kazimierzu Dolnym (2001, wspólnie z Władysławem Borowykowem),
- Kijowie – wielokrotnie (w mistrzostwach miasta w latach 2002 i 2003 i 2007, poza tym w turnieju open w 2005 r.),
- Bukareszcie – wielokrotnie (dwukrotnie w 2004 r., memoriał Constantina Ungureanu, wspólnie z Belą Badea i George-Gabrielem Grigore oraz samodzielnie w turnieju Autumn Festival GM; 2007, wspólnie z Constantinem Lupulescu, Alinem Berescu i George-Gabrielem Grigore; 2008, memoriał Victora Ciocâltei),
- Policach (2004, wspólnie z Ilmārsem Starostītsem),
- Augustowie (2004, wspólnie z Piotrem Bobrasem),
- Jarnołtówku (2004, wspólnie z Maciejem Marszałkiem(inne języki) i Jakubem Żeberskim),
- Kowalewie Pomorskim (2004, 2005 i 2007, wspólnie z Wołodymyrem Małaniukiem i Krzysztofem Ejsmontem),
- Wrocławiu (2005 i 2007),
- Odessie (2005, memoriał Jefima Gellera, z Andriejem Sumiecem(inne języki) i Spartakiem Wysoczinem(inne języki)),
- Barlinku (2006, memoriał Emanuela Laskera, wspólnie z Witalijem Koziakiem(inne języki)),
- Sankt Petersburgu (2008, wspólnie z Jurijem Tichonowem, Jewgienijem Lewinem i Spartakiem Wysoczinem),
- Pokrzywnej (2008),
- Górze Świętej Anny (2008).

Uwaga: Lista sukcesów niekompletna (do uzupełnienia od 2009 roku).
Najwyższy ranking w dotychczasowej karierze osiągnął 1 stycznia 2006 r., z wynikiem 2545 punktów dzielił wówczas 25-26. miejsce wśród ukraińskich szachistów.